# 徐刘蔚
徐刘蔚（1982年6月—），湖北红安人，中共党员。2017年，因与王健林就扶贫事宜的争论而被人关注。

## 履历
1999年9月，徐刘蔚进入中国人民大学社会学系，主修社会学专业。完成本科学业后，继续在该校“区域经济与城市管理研究所”攻读经济学硕士学位。
2005年8月，硕士毕业后，他进入贵州省政府办公厅秘书一处任职。2011年9月，升任副处长。
2012年4月，徐刘蔚调任贵州省丹寨县，担任县委常委、副县长。同年9月起担任常务副县长，次年5月升任县委副书记，并兼任常务副县长。2013年12月，他被任命为丹寨县代县长，并兼任贵州金钟经济开发区管委会主任等职，2014年1月正式就任县长，成为当时贵州省最年轻的县长。
2024年2月，徐刘蔚任贵州省人民政府副秘书长。

## 争议
2017年底，王健林与徐刘蔚在扶贫座谈会上的视频片段在网络热传，引发广泛关注。视频中，双方就扶贫资金分配方式展开激烈讨论。徐提出希望万达将投资利润全部留在当地，由政府按照“普惠性原则”分配；王健林则质疑此举效果，指出多年来扶贫虽提升了人均收入，但未有效减少贫困户数量，并直言若追求利润分配，不如直接每年捐款五亿元，更为省事。视频中王健林还表达了对地方政府期待企业无限投入的不满，强调企业善意有限，不应被视作“印钞机”。该片段引发舆论热议，不少网友借此批评体制内扶贫机制存在黑箱操作，质疑资源分配未能真正惠及贫困群体。
2017年12月30日，贵州省丹寨县人民政府通过其官方公众号“云上丹寨”发布声明，回应部分媒体和自媒体传播的一段关于王健林与当地政府交流的视频。声明称该视频经过恶意剪辑，歪曲事实、误导舆论，严重损害了万达集团在丹寨的扶贫形象，并干扰了脱贫攻坚工作。声明指出，原始视频拍摄于2014年，是一次围绕扶贫项目的内部探讨会议，随后促成了万达设立5亿元产业基金和多个扶贫工程。声明强调万达的贡献获得了各方认可，呼吁公众勿信谣传谣，并保留依法追责的权利。

## 获奖
- 2020年7月，获“贵州省脱贫攻坚优秀共产党员”称号[4]。
- 2021年2月，获“全国脱贫攻坚先进个人”称号[5]。